# Samaria-kløften
Samaria-kløften er et kløft og en nationalpark på Kreta og er en af de største turistattraktionerne på øen. Kløften ligger sydvest på Kreta og blev dannet af en flod som løb mellem bjergene Lefká Óri og Volakias. Kløften er 18 km lang og regnes som en af de længste i Europa. Den nordlige indgangen ligger 1250 moh. mens den sydlige udgang er på havniveau, ved landsbyen Agia Roumeli.
Et areal på 48,5 km² blev i 1981 udpeget til biosfærereservat under UNESCOs Menneske og biosfære-programmet.